# Irciniidae
Irciniidae is een familie van sponsdieren uit de klasse van de Demospongiae (gewone sponzen). 

## Geslachten
- Ircinia Nardo, 1833
- Psammocinia Lendenfeld, 1889
- Sarcotragus Schmidt, 1862